# Canton de Brive-la-Gaillarde-1
Le canton de Brive-la-Gaillarde-1 est une circonscription électorale française du département de la Corrèze créée par le décret du 24 février 2014 et entrée en vigueur lors des élections départementales de 2015.

## Histoire
Un nouveau découpage territorial de la Corrèze entre en vigueur en mars 2015, défini par le décret du 24 février 2014, en application des lois du 17 mai 2013 (loi organique 2013-402 et loi 2013-403). Les conseillers départementaux sont, à compter de ces élections, élus au scrutin majoritaire binominal mixte. Les électeurs de chaque canton élisent au Conseil départemental, nouvelle appellation du Conseil général, deux membres de sexe différent, qui se présentent en binôme de candidats. Les conseillers départementaux sont élus pour 6 ans au scrutin binominal majoritaire à deux tours, l'accès au second tour nécessitant 12,5 % des inscrits au 1er tour. En outre la totalité des conseillers départementaux est renouvelée. Ce nouveau mode de scrutin nécessite un redécoupage des cantons dont le nombre est divisé par deux avec arrondi à l'unité impaire supérieure si ce nombre n'est pas entier impair, assorti de conditions de seuils minimaux. Dans la Corrèze, le nombre de cantons passe ainsi de 37 à 19. Le nouveau canton de Brive-la-Gaillarde-1 est issu d'un remodelage des différents cantons Brive-la-Gaillarde-Centre, Brive-la-Gaillarde-Nord-Est, Brive-la-Gaillarde-Nord-Ouest, Brive-la-Gaillarde-Sud-Est et Brive-la-Gaillarde-Sud-Ouest.

## Représentation
| Période élective | Période élective | Mandat     | Mandat   | Identité                              | Nuance | Nuance | Qualité                                                                   |
| ---------------- | ---------------- | ---------- | -------- | ------------------------------------- | ------ | ------ | ------------------------------------------------------------------------- |
| 2015             | 2021             | 2015       | 2018     | Michel da Cunha (Démissionne en 2018) |        | PS     | Conseiller général du canton de Brive-la-Gaillarde-Nord-Ouest (2008-2015) |
| 2015             | 2021             | 2015       | 2021     | Hayat Tamimi                          |        | PS     | Aide médico-psychologique                                                 |
| 2015             | 2021             | avril 2018 | 2021     | Cédric Lachaud (Remplaçant)           |        | DVG    | Chargé de secteur santé en entreprise                                     |
| 2021             | 2028             | 2021       | en cours | Philippe Lescure                      |        | LREM   | 5e Maire-adjoint de Brive-la-Gaillarde depuis 2020                        |
| 2021             | 2028             | 2021       | en cours | Valérie Taurisson                     |        | LR     | 5e puis 1re Maire-adjointe de Brive-la-Gaillarde depuis 2014              |

### Résultats détaillés

#### Élections de mars 2015
À l'issue du 1er tour des élections départementales de 2015, deux binômes sont en ballottage : Jean-Marc Comas et Valérie Taurisson (UMP, 32,82 %) et Michel da Cunha et Hayat Tamimi (PS, 32,03 %). Le taux de participation est de 48,00 % (4 060 votants sur 8 458 inscrits) contre 59,60 % au niveau départemental et 50,17 % au niveau national.
Au second tour, Michel da Cunha et Hayat Tamimi (PS) sont élus avec 50,29 % des suffrages exprimés et un taux de participation de 48,92 % (1 846 voix pour 4 137 votants et 8 457 inscrits).

#### Élections de juin 2021
Le premier tour des élections départementales de 2021 est marqué par un très faible taux de participation (33,26 % au niveau national). Dans le canton de Brive-la-Gaillarde-1, ce taux de participation est de 25,56 % (2 064 votants sur 8 075 inscrits) contre 42,13 % au niveau départemental. À l'issue de ce premier tour, deux binômes sont en ballottage : Philippe Lescure et Valérie Taurisson (Union à droite, 38 %) et Emilie Drunet et Cédric Lachaud (DVG, 32,05 %).
Le second tour des élections est marqué une nouvelle fois par une abstention massive équivalente au premier tour. Les taux de participation sont de 34,3 % au niveau national, 43,69 % dans le département et 30,32 % dans le canton de Brive-la-Gaillarde-1. Philippe Lescure et Valérie Taurisson (Union à droite) sont élus avec 52,91 % des suffrages exprimés (1 165 voix pour 2 449 votants et 8 077 inscrits),,.

## Composition
| Nom                                        | Code Insee | Intercommunalité      | Superficie (km2) | Population (dernière pop. légale)                | Densité (hab./km2) | Modifier                                    |
| ------------------------------------------ | ---------- | --------------------- | ---------------- | ------------------------------------------------ | ------------------ | ------------------------------------------- |
| Brive-la-Gaillarde (bureau centralisateur) | 19031      | CA du Bassin de Brive | 48,59            | Fraction : 12 118 (2022) Commune : 46 769 (2022) | 963                | modifier les données · modifier les données |
| Canton de Brive-la-Gaillarde-1             | 1903       |                       |                  | 12 118 (2022)                                    |                    | modifier les données                        |

Le canton de Brive-la-Gaillarde-1 comprend la partie de la commune de Brive-la-Gaillarde située à l'ouest d'une ligne définie par l'axe des voies et limites suivantes : depuis la limite territoriale de la commune de Saint-Pantaléon-de-Larche, ligne de chemin de fer de Périgueux à Brive-la-Gaillarde, ligne de chemin de fer de Limoges à Brive-la-Gaillarde, avenue de l'Abbé-Jean-Alvitre, rond-point, avenue Jean-Marsales, rue Jean-Goudoux, rue Pierre-Chaumeil, rue Fénelon, rue Romain-Rolland, rond-point, rue Camille-Pelletan, avenue André-Emery, rue Noël-Boudy, rue Paul-Verlaine, avenue Pierre-Semard, boulevard Henri-de-Jouvenel, boulevard Mirabeau, pont de la Bouvie, boulevard Mirabeau, boulevard d'Estienne-d'Orves, boulevard Gabriel-Péri, rue Marceau, rue Pierre-Benoît, rue du Beau-Vallon, passage entre la rue du Beau-Vallon et la rue Albéric-Cahuet, rue Albéric-Cahuet, rue Beauséjour, rue Charles-Péguy, ligne droite perpendiculaire à la rue Charles-Péguy de son extrémité à l'avenue du Printemps, avenue du Printemps, premier délestement droit de l'avenue du Printemps, avenue du Printemps, jusqu'à la limite territoriale de la commune d'Ussac.

## Démographie
En 2022, le canton comptait 12 118 habitants, en évolution de −3,85 % par rapport à 2016 (Corrèze : −0,59 %, France hors Mayotte : +2,11 %).
| 2013   | 2018   | 2022   |
| ------ | ------ | ------ |
| 12 569 | 12 269 | 12 118 |

## Historique des élections

### Élection de 2015
| Candidats         | Partis      | Partis      | Premier tour | Premier tour | Second tour | Second tour |
| Candidats         | Partis      | Partis      | Voix         | %            | Voix        | %           |
| ----------------- | ----------- | ----------- | ------------ | ------------ | ----------- | ----------- |
| Michel Da Cunha   |             | PS          | 1 220        | 32,03        | 1 846       | 50,29       |
| Hayat Tamimi      |             | PS          | 1 220        | 32,03        | 1 846       | 50,29       |
| Jean-Marc Comas   |             | UDI         | 1 250        | 32,82        | 1 825       | 49,71       |
| Valérie Taurisson |             | UMP         | 1 250        | 32,82        | 1 825       | 49,71       |
| Nicole Blazquez   |             | FN          | 844          | 22,16        |             |             |
| Daniel Ponthier   |             | FN          | 844          | 22,16        |             |             |
| Claude Goumy      |             | PCF         | 495          | 13,00        |             |             |
| Véronique Seillé  |             | PG          | 495          | 13,00        |             |             |
|                   |             |             |              |              |             |             |
| Inscrits          | Inscrits    | Inscrits    | 8 458        | 100,00       | 8 457       | 100,00      |
| Abstentions       | Abstentions | Abstentions | 4 398        | 52,00        | 4 320       | 51,08       |
| Votants           | Votants     | Votants     | 4 060        | 48,00        | 4 137       | 48,92       |
| Blancs            | Blancs      | Blancs      | 125          | 3,08         | 267         | 6,45        |
| Nuls              | Nuls        | Nuls        | 126          | 3,10         | 199         | 4,81        |
| Exprimés          | Exprimés    | Exprimés    | 3 809        | 93,82        | 3 671       | 88,74       |

### Élection de 2021
| Candidats                | Partis                   | Partis                   | Premier tour | Premier tour | Second tour | Second tour |
| Candidats                | Partis                   | Partis                   | Voix         | %            | Voix        | %           |
| ------------------------ | ------------------------ | ------------------------ | ------------ | ------------ | ----------- | ----------- |
| Philippe Lescure         |                          | LREM                     | 741          | 38,00        | 1 165       | 52,91       |
| Valérie Taurisson        |                          | LR                       | 741          | 38,00        | 1 165       | 52,91       |
| Émilie Drunet            |                          | DVG                      | 625          | 32,05        | 1 037       | 47,09       |
| Cédric Lachaud           |                          | DVG                      | 625          | 32,05        | 1 037       | 47,09       |
| Hubert Fruitier          |                          | RN                       | 341          | 17,49        |             |             |
| Céline Rasamiarisoa      |                          | RN                       | 341          | 17,49        |             |             |
| Martine Contie           |                          | PCF                      | 243          | 12,46        |             |             |
| Stéphane Jouannin        |                          | DVG                      | 243          | 12,46        |             |             |
|                          |                          |                          |              |              |             |             |
| Suffrages exprimés       | Suffrages exprimés       | Suffrages exprimés       | 1 950        | 94,48        | 2 202       | 89,91       |
| Votes blancs             | Votes blancs             | Votes blancs             | 58           | 2,81         | 126         | 5,14        |
| Votes nuls               | Votes nuls               | Votes nuls               | 56           | 2,71         | 121         | 4,94        |
| Total                    | Total                    | Total                    | 2 064        | 100          | 2 449       | 100         |
| Abstention               | Abstention               | Abstention               | 6 011        | 74,44        | 5 628       | 69,68       |
| Inscrits / participation | Inscrits / participation | Inscrits / participation | 8 075        | 25,56        | 8 077       | 30,32       |